# 西沼田遺跡
座標: 北緯38度21分35.5秒 東経140度20分32.1秒 / 北緯38.359861度 東経140.342250度

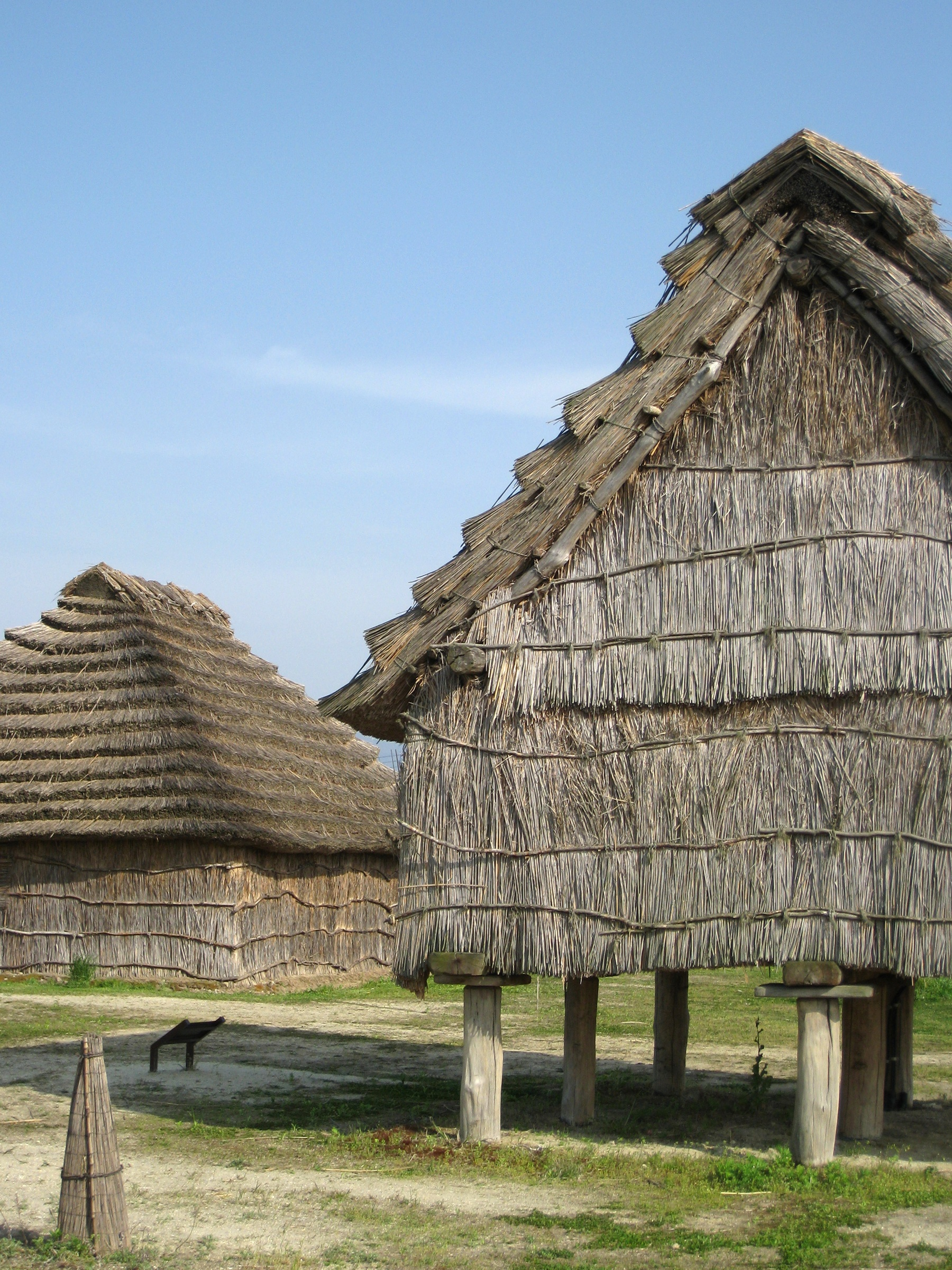
西沼田遺跡

西沼田遺跡（にしぬまたいせき）は、山形県天童市にある古墳時代後期の集落遺跡・低湿地遺跡である。国の史跡に指定されている。

## 概要
山形盆地の最上川右岸低地上にある遺跡で、1985年（昭和60年）の県営圃場整備事業に伴う発掘調査で発見された。陸奥国成立以前の東北地方における農村集落を示す重要な遺跡として1987年（昭和62年）に国の史跡に指定され、追加指定分も含めて総面積約4万5000平方メートルが指定されている。
発掘調査によって掘立柱建物16棟や水田、川をせき止める井堰や、井堰から水田へ水を引き込む水路の遺構が確認されており、掘立柱建物16棟は穀物を保管していたと考えられる高床倉庫2棟と平地建物14棟からなる。

## 天童市西沼田遺跡公園
天童市西沼田遺跡公園（てんどうしにしぬまたいせきこうえん）は、山形県天童市にある遺跡公園である。

### 概要
天童市が2002年（平成14年）度から6億2000万円をかけて行った復元整備事業によって整備され、2008年（平成20年）5月24日に開園した遺跡公園で、指定管理者に指定されたNPO法人の西沼田サポーターズ・ネットワークが管理しており、学芸員3人と事務職員1人が配置されている。遺跡を保護するための盛り土上に、水田、井堰や水路、高床倉庫1棟と平地建物2棟、作業小屋1棟と木柵が復元されている。
隣接地にガイダンス施設が設置されており、展示室には遺跡から見つかった遺物などが展示されていて、体験学習室では勾玉づくりなどを体験できる。

### ガイダンス施設利用情報
- 住所
  - 山形県天童市矢野目3295
- 開館時間

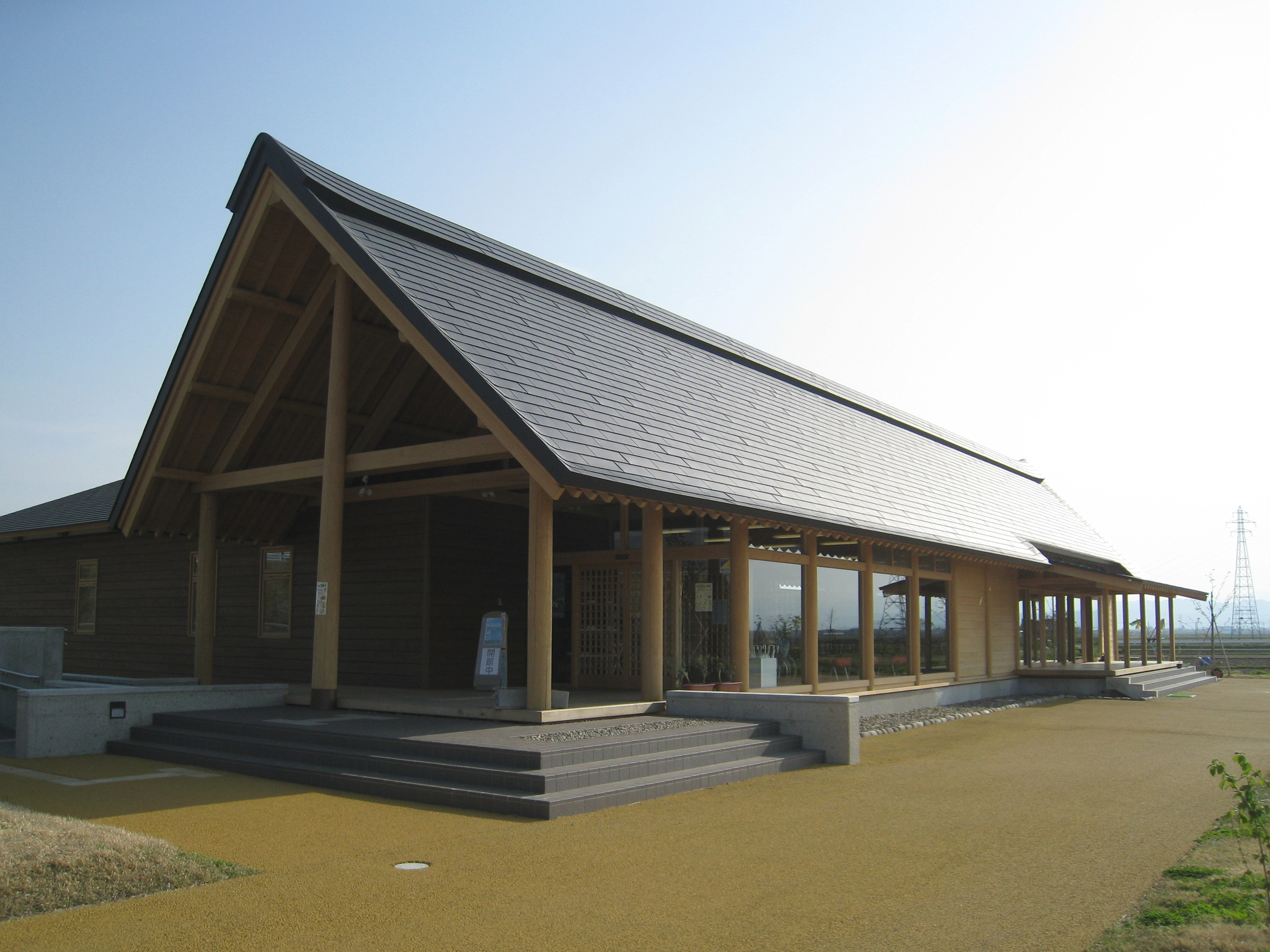
ガイダンス施設

  - 午前9時30分 - 午後6時（入館は5時30分まで）
- 休館日
  - 毎週月曜日（祝日・振替休日の場合は翌日）
  - 年末年始（12月29日 - 1月3日）
- 展示室観覧料
  - 一般・大学生100円
  - 高校生以下無料
  - 年間券500円

### アクセス
- 天童市市営バス「西沼田遺跡公園前」下車、徒歩1分

### 駐車場
- 一般30台
- バス3台

### 復元された建物

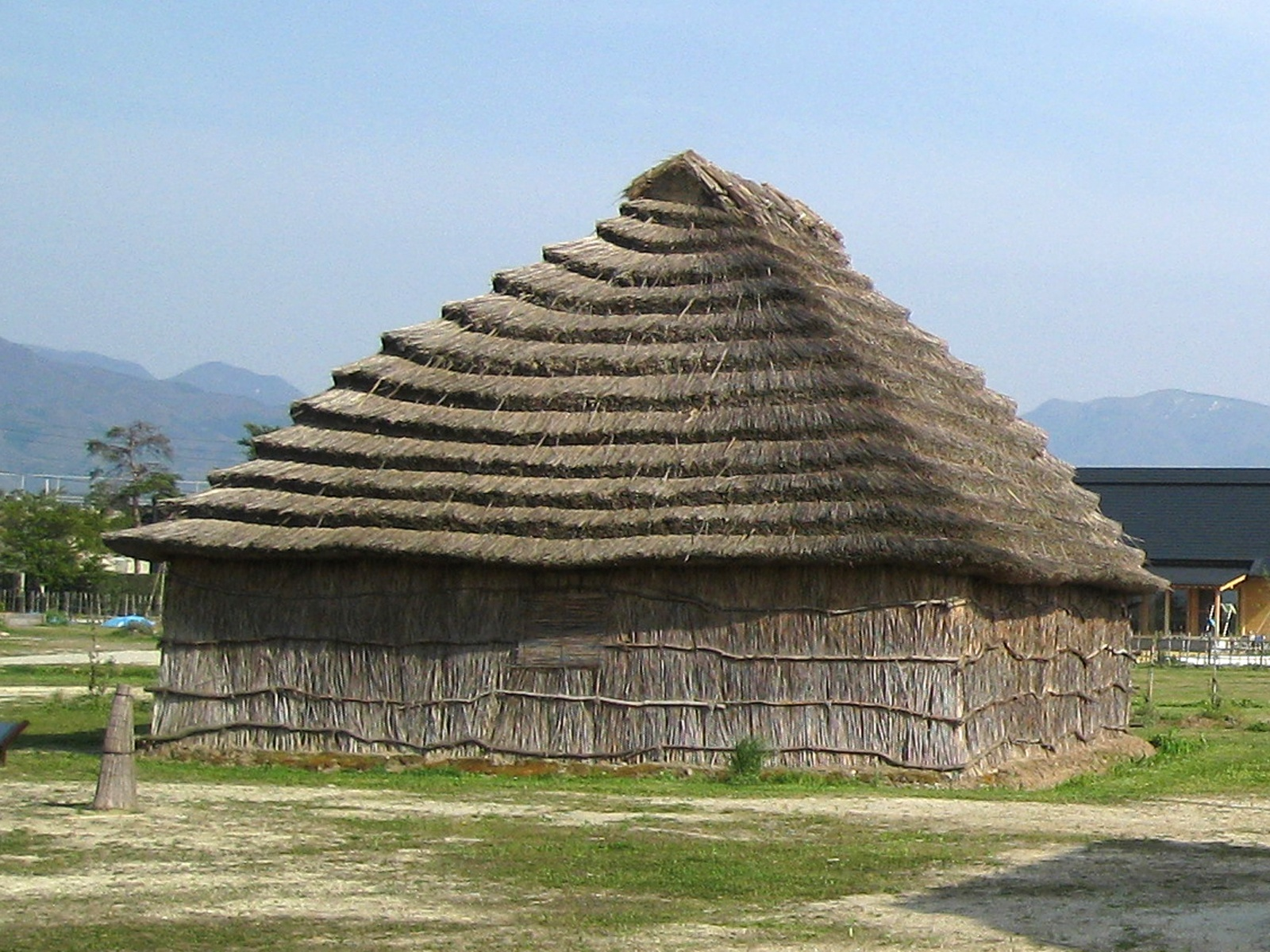
11号建物、遺跡の中で一番大きな建物で大家族の長が住んでいたと考えられる平地建物。
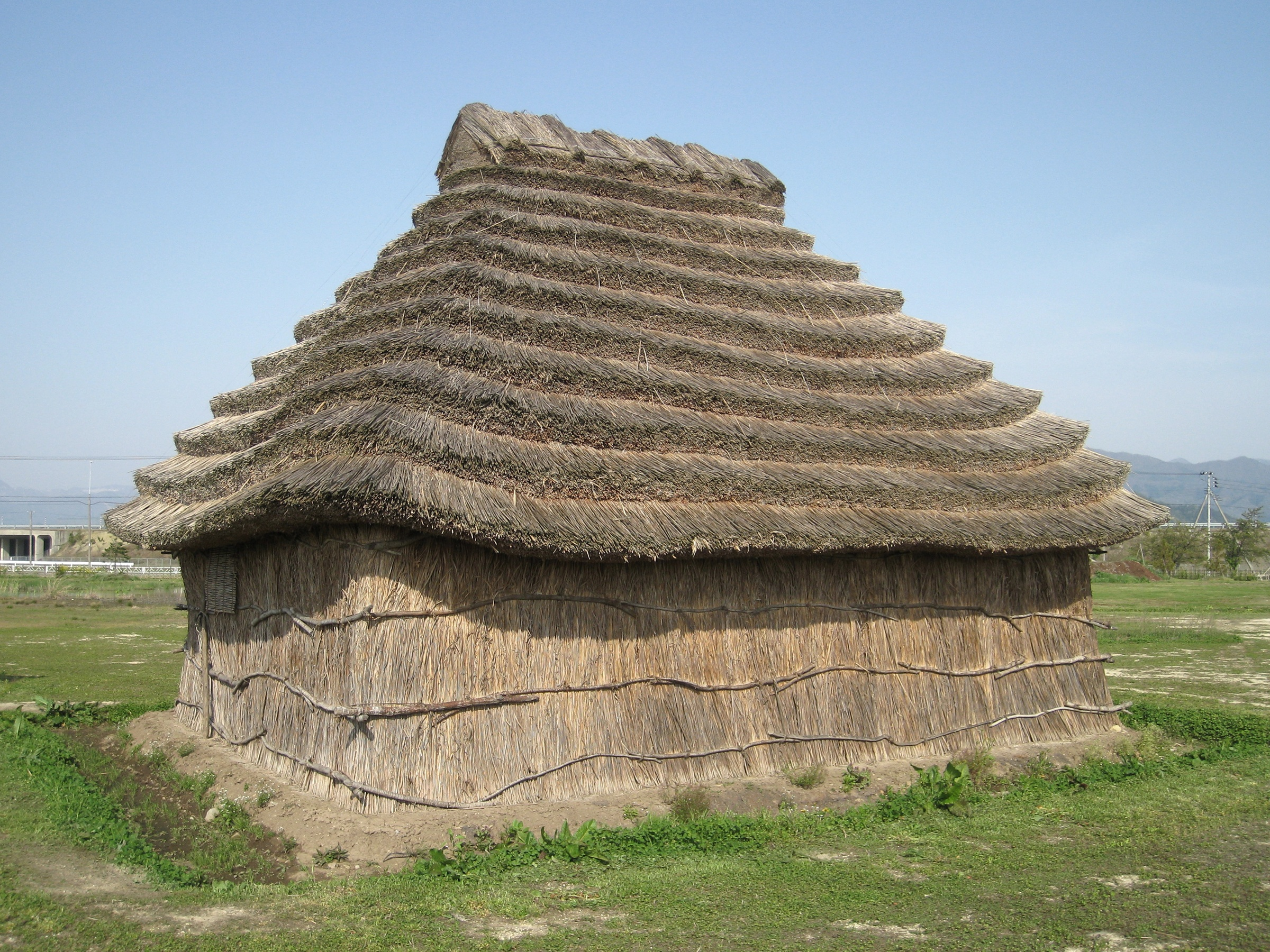
10号建物、11号建物に次ぐ大きさの建物で長の親族が住んでいたと考えられる平地建物。
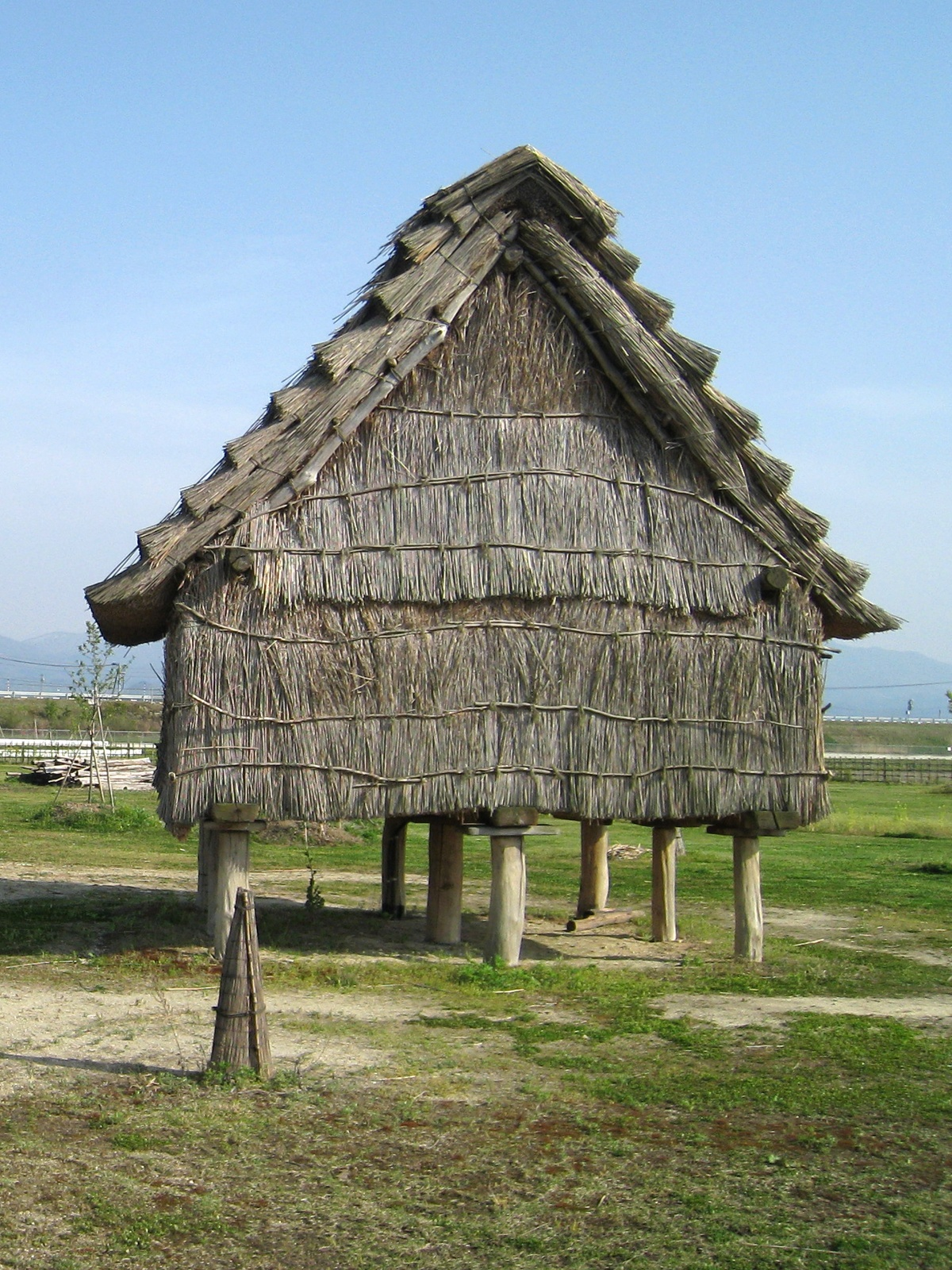
7号建物、米などの穀物を保管するために使われていたと考えられる高床倉庫。
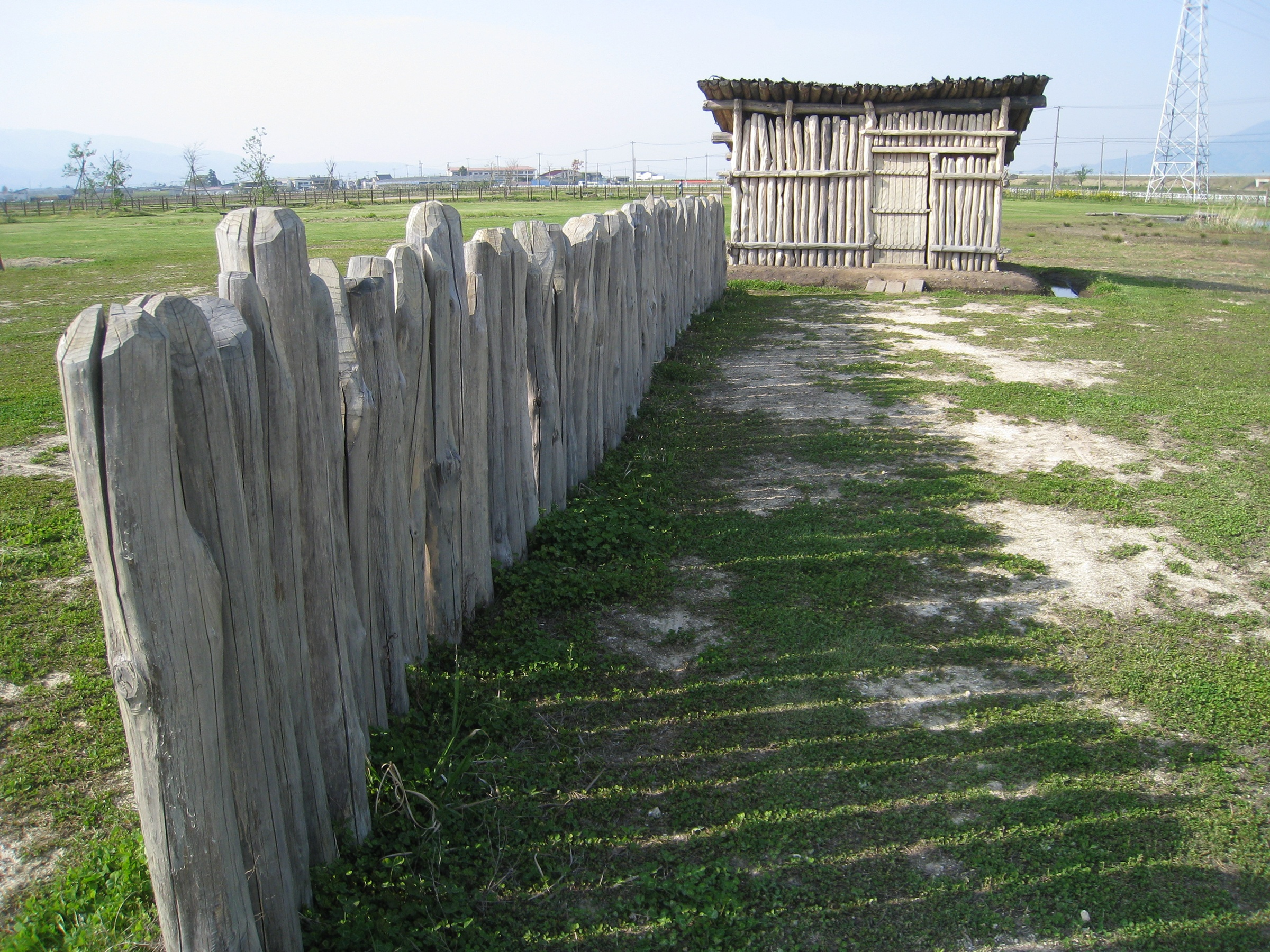
15号建物・木柵、道具の製造に使用する作業小屋と考えられる建物で、周辺から未完成の木製農具多数が発見されている。